# Poudreries réunies de Belgique

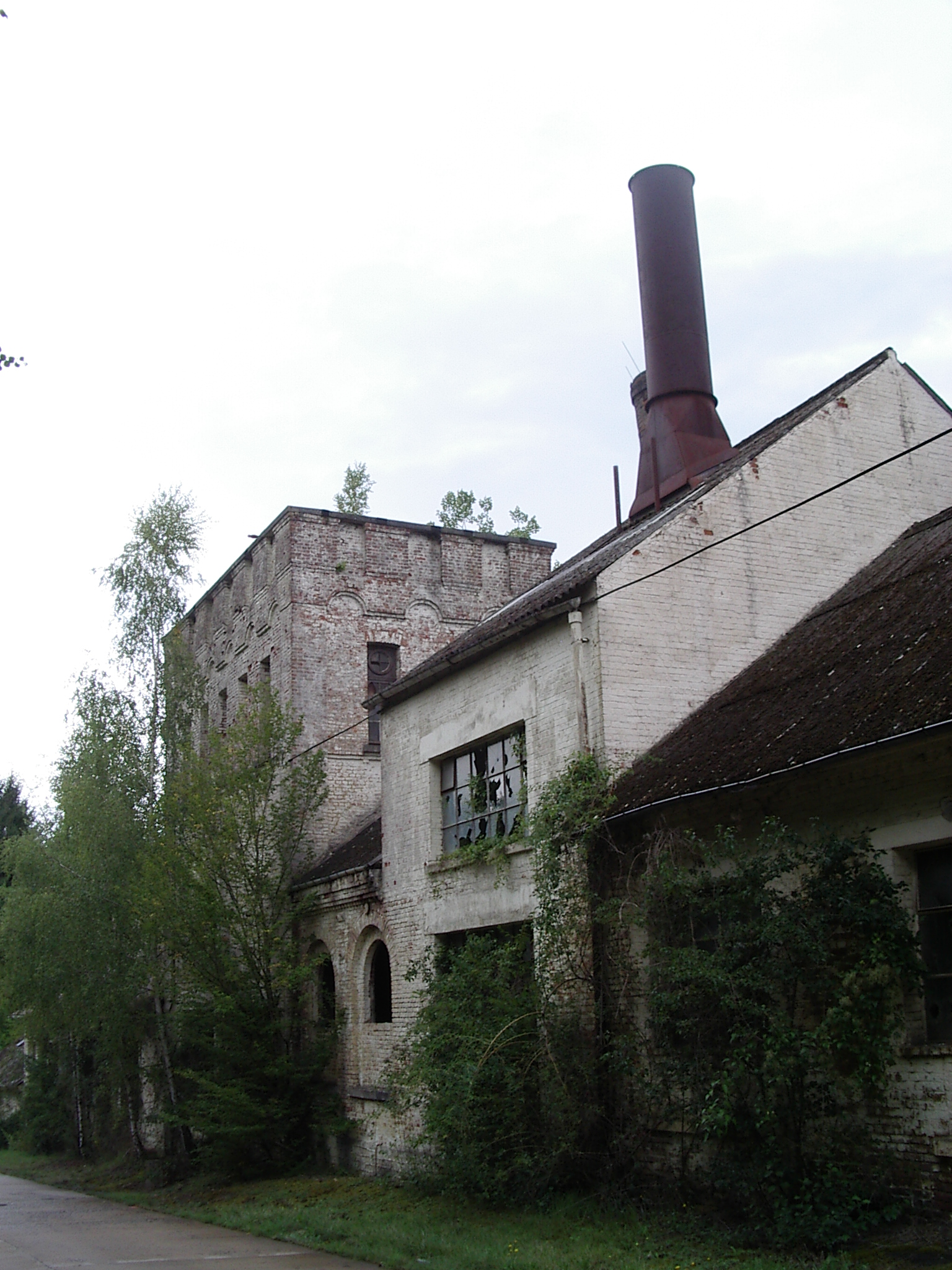
Reste der Sprengstofffabrik in Matagne-la-Grande, gebaut 1879

Die Poudreries réunies de Belgique, Abkürzung PRB, (Vereinigte Pulvermühlen von Belgien) waren Belgiens zweitgrößtes Rüstungsunternehmen und produzierten Munition.
Vor dem Ersten Weltkrieg gab es in Belgien verschiedene kleinere Sprengstofffabriken. Auf Initiative der Société générale de Belgique (SGB) schlossen sich einige dieser Fabriken zusammen und formten so 1919 das neue Unternehmen Poudreries réunies de Belgique.
PDR wurde im Laufe vieler Jahren durch Unternehmenszusammenschlüsse geformt. Zu den aufgenommenen Unternehmen gehören unter anderem: Pulvermühle in Casteau (bei Mons), Pulvermühle in Herentals, Sprengstofffabrik Muller et Cie. in Clermont-sous-Huy (Engis) (Gegründet 1850), Pulvermühle in Ben-Ahin (Huy), Gesellschaft La Forcite in Balen (gegründet 1881) oder Dynamitfabrik in Matagne.
Die ältesten Teile von PRB gehen auf das Jahr 1778 zurück. In diesem Jahr eröffnet Jan-Frans Cooppal eine Pulvermühle in Wetteren. Im Ersten Koalitionskrieg wurde die Fabrik von französischen Truppen teilweise zerstört und 1796 geschlossen. Nach der Schlacht bei Waterloo wurde die Fabrik 1815 wiedereröffnet. Im Jahre 1880 wurde ein Teil der Produktion in ein neues Werk in Kaulille verlagert. 1952 stieg das Unternehmen in die Schaumstoffherstellung ein. 1967 fusionierte Cooppal mit PRB. PRB dehnte die Aktivitäten auf die Chemiebranche aus.
Im Jahre 1979 hatte PRB 73 Produktionsstätten in fünf Sparten: Industriesprengstoffe, Schaumstoffe, Chemie, Rüstung und Mechanik sowie Verschiedenes. Die Unternehmenszentrale war in Brüssel. Die militärische Produktion erfolgte in Matagne, Clermont-sous-Huy, Vivegnis, Mechelen, Kaulille und Balen. Die Landminenproduktion war in Matagne-la-petite (Komponenten aus Plastik und Metall), Kaulille (Sprengstoffe) und Balen (Laborierung) angesiedelt. Außerdem gab es mit Forges de Zeebrugge ein Tochterunternehmen.
SGB, als größte Anteilseigner, vernachlässigte die Entwicklung von PRB. Nachdem PRB in den 1980er-Jahren in finanzielle Schwierigkeiten geriet, gruppierte SGB es mit anderen Chemieunternehmen als das neue Unternehmen GECHEM. 1988 pumpte SGB frisches Kapital in die GECHEM und erhöhte so seine Anteile von 80 % auf 90 %. Die Zusammenlegung der verschiedenen Unternehmen brachte jedoch nicht die erhofften wirtschaftlichen Erfolge. SGB gliederte PRB aus GECHEM 1989 wieder heraus und verkaufte es an die britische Astra-Holding. Während dieser Zeit fand ein kontinuierlicher Arbeitsplatzabbau statt; 1983: 2.500 Mitarbeiter, 1988: 1.900 Mitarbeiter, 1987: 1.570 Mitarbeiter. Unter Astra sank die Mitarbeiterzahl auf 1.500 im Jahre 1989. Forges de Zeebrugge wurde an Thomson Brandt Armament verkauft.
Nachdem sich Astra ein detailliertes Bild über die wirtschaftliche Lage von PRB gemacht hatte, beschuldigte es die PRB-Manager, falsche Aussagen gemacht zu haben. Astra weigerte sich deshalb weiter in PRB zu investieren, was 1990 zur Insolvenz von PRB führte. Das Unternehmen wurde in Teilen veräußert. Die Fabrik in Matagne-la-Grande ging an das Rüstungsunternehmen Mecar und die Fabrik in Clermont-sous-Huy an die Société nationale des poudres et des explosifs. Die restlichen Teile wurden ebenfalls verkauft oder zurückgebaut. Mit der Insolvenz von PRB endete die Produktion von Antipersonenminen in Belgien schon Jahre vor dem Produktionsverbot aufgrund der Ottawa-Konvention.
Das sehr geschrumpfte GECHEM konzentrierte sich auf die Schaumstoffherstellung und wurde 1992 in Recticel umbenannt und 1998 an Compagnie du Bois Sauvage verkauft.